# 丸紅エネルギー
丸紅エネルギー株式会社（マルベニエネルギー、英: MARUBENI ENERGY CORPORATION.）、主に石油製品を取り扱う丸紅グループの中核を担う専門商社。

## 沿革
- 1976年（昭和51年）- 丸紅の全額出資（10億円）により、丸紅石油株式会社として設立。大阪支店（現・西日本支店）、名古屋支店（現・中部・北陸支店）を開設。
- 1985年（昭和60年）- 丸紅より、液化ガス（LPG）部門業務を移管。社名を丸紅エネルギー株式会社に変更。
- 2004年（平成16年）- 液化ガス（LPG）部門業務を新設の丸紅ガスエナジー株式会社に承継し分割。昭和シェル石油株式会社（現・出光興産）より資本参加を受ける。

## 営業拠点
- 本社 - 東京都千代田区富士見一丁目8番19号　住友不動産千代田富士見ビル11階・12階
- 支店（所在地） - 北海道支店（札幌）、東北支店（仙台）、中部支店（名古屋）、西日本支店（大阪）、九州支店（福岡）
- 販売支店（所在地）- 広域販売支店（東京）、関西販売支店（大阪）、中国販売支店（大阪）、四国販売支店（大阪）

## 特徴
- 元々出光興産を始めとした石油元売会社の店舗と数多く提携してきたが、丸紅エネルギー独自のブランドでもSS事業を展開している。事業会社のマルネンは全国にて様々な元売ブランドでSS事業を展開している。
- 丸紅の他、昭和シェル石油（現・出光興産）が出資しており、ガソリン、灯油、軽油、重油といった石油燃料から、潤滑油やアスファルトまで、各種石油製品を出光興産等から調達・販売している。丸紅グループのネットワークを駆使し、独自の油槽基地を活用して石油製品の輸入、販売も行っている。貯油能力は商社系トップクラスの規模を誇る。
- 新規ビジネスの一例として、SSにおける多様な顧客ニーズに対応すべく、新たなカーリーススキームの構築や、子会社のマルネンにてカーシェアリング事業の展開を行っている。
- 環境ビジネスに積極的に取り組んでおり、産業エネルギー部環境ビジネス・アスファルト課がLNG（液化天然ガス）事業を取り扱っている。

## 事業会社・関連会社
- マルネン株式会社
- 西日本フリート株式会社
- ナヴィ株式会社
- マルエネ・リテールサポート株式会社